# Морфия Мелитенская
Морфия Мелитенская (ум. 1126 или 1127) — супруга Балдуина II, графа Эдессы и впоследствии правителя Иерусалимского королевства. Дочь армянского князя Гавриила, правителя Мелитены.

## Биография
Город Мелитена располагался неподалёку от границ графства Эдесского, первого государства, основанного крестоносцами на Востоке во время 1-го крестового похода, и потому, чтобы укрепить своё положение в регионе, Балдуин около 1101 года взял в жены Морфию, за которую Гавриил дал богатое приданое в 50 000 золотых безантов.
В 1118 году Балдуин унаследовал корону Иерусалима, однако Морфия с четырьмя дочерьми осталась в Эдессе. В 1119 году, после поражения христиан в битве на Кровавом поле, Балдуин отправился на север, дабы восстановить безопасность своих границ, а затем в 1120 году увез семью в Иерусалим, где прошла церемония коронации Морфии. В 1123 году, когда Балдуин попал в плен к мусульманам, Морфия возвратилась в Эдессу и участвовала в переговорах относительно освобождения мужа, предложив в качестве заложницы младшую дочь Иовету.
Согласно Псалтырю Мелисенды Морфия умерла 1 октября 1126 или 1127 года и была погребена в аббатстве Св. Марии, основанном крестоносцами в Иосафатской долине. Так как Морфия не смогла родить мужу сына, Балдуин назначил своей преемницей и наследницей старшую дочь — Мелисенду, и выдал её замуж за Фулька Анжуйского. Две другие дочери, Алиса и Годиэрна, тоже были выданы замуж за влиятельных крестоносцев: первая стала женой Боэмунда II, князя Антиохии, а вторая — женой Раймунда II, графа Триполи. Младшая дочь Балдуина, Иовета, приняла постриг в монастыре.